# Янг, Брайен
Брайен Янг (англ. Bryan Young; 6 августа 1986, Эннисмор, Канада) — канадский и южнокорейский профессиональный хоккеист. Защитник клуба азиатской хоккейной лиги «Хай1» и сборной Южной Кореи по хоккею с шайбой.

## Биография
Родился Брайен Янг в городе Эннисмор провинции Онтарио Канады. Двоюродный брат Майкла Свифта. В хзоккей играть начал в пятнадцатилетнем возрасте, выступал в молодёжных канадских лигах за юниорскую команду клуба «Питерборо Питс». В сезоне 2002/03 выступал в молодёжном клубе «Линдсей Маскис», также провёл 2 матча на профессиональном уровне в хоккейной лиге Онтарио за «Питерборо». В сезоне 2003/04 в ОХЛ в 60 матчах 8 раз ассистировал своим соклубникам во взятии ворот соперника. В сезоне 2005/06 в регулярном сезоне за 60 игр забил единожды и 11 раз отметился голевыми передачами, набрал плюс 15 очков по показателю полезности. Также в плей-офф сыграл 14 матчей и отдал 1 голевой пас. За сезон 2006/07 отыграл 64 матча, отдал 10 голевых передач и отметился высоким уровнем полезности — плюс 113. В плей-офф сыграл 19 игр, отличиться не сумел, но набрал плюс 37 по показателю полезности, и внёс свой вклад в победу «Питерборо Питс» в кубке Джей Росса Робертсона.
В 2004 году на драфте НХЛ был выбран клубом «Эдмонтон Ойлерз». В 2006 году подписал контракт с клубом. В национальной хоккейной лиге сыграл 15 матчей. Играл в американской хоккейной лиге за клубы «Милуоки Эдмиралс» и «Уилкс-Барре/Скрэнтон Пингвинз». В общей сложности провёл 32 матча и отдал 1 голевую передачу. За «Уилкс-Барре» провёл также 4 матча в плей-офф АХЛ, где также отметился голевым пасом. Кроме того занёс в свой послужной список 4 голевых передачи в 17 матчах лиги Восточного Побережья за команду «Стоктон Тандер».
В сезоне 2007/08 сыграл 2 матча в НХЛ за «Эдмонтон». Большую часть сезона провёл в АХЛ в клубе «Спрингфилд Фэлконс», в 74 играх отдал 7 голевых передач. Сезон 2008/09 полностью провёл за «Спрингфилд», в 63 матчах 3 раза забросил шайбу и 7 раз ассистировал партнёрам в голевых моментах. В сезоне 2009/10 в АХЛ сыграл 7 матчей, после чего перешёл в «Стоктон Тандер». В лиге Восточного Побережья в регулярном сезоне в 45 матчах забил четырежды и 7 раз отдал голевой пас. В плей-офф также сыграл 15 игр, 2 раза забил и отдал одну голевую передачу.
В июне 2010 года подписал контракт с южнокорейским клубом «Хай1». В сезоне 2010/11 в 34 играх забил 3 шайбы и отдал 17 голевых передач. В сезоне 2011/12 был альтернативным капитаном клуба. Сыграл 36 матчей, забросил 4 шайбы и отдал 42 голевых паса. Во время сезона 2012/13 отыграл 41 матч, забил 8 голов и 24 раза помогал партнёрам взять ворота соперника. В сезоне 2013/14 сыграл также 41 игру, 9 раз поразил ворота соперника и 13 раз отдал голевой пас. В плей-офф Азиатской лиги также сыграл 2 матча.
21 января 2014 года получил гражданство Южной Кореи и был призван под знамёна национальной команды страны. Сыграл 2 матча в первом дивизионе чемпионата мира по хоккею с шайбой 2014 года.
В следующем сезоне Азиатской лиги, 2014/15, сыграл 45 матчей, забил 7 шайб и отдал 13 голевых передач. В плей-офф в 6 матчах трижды ассистировал при взятии ворот. В сезоне 2015/16 в 43 матчах забросил 5 игр и отдал 22 голевых паса. Снова был вызван под знамёна команды Южной Кореи, сыграл 5 матчей на первенстве планеты, где отдал 1 голевой пас.